# Hejce
Hejce är en ort (by) i provinsen Borsod-Abaúj-Zemplén i nordöstra Ungern. Orten har 209 invånare (2024), på en yta av 9,52 km². Den ligger cirka 51 kilometer nordost om Miskolc.